# Unas
Unas (alternativ stavning Unis eller Wenis) var den nionde och sista  faraonen under Egyptens femte dynasti och regerade ungefär 2380-2350 f. Kr.
I Pyramidtexterna beskrivs att Unas och hans föräldrar kom från staden Iunu (Heliopolis) och att Unas föddes där. Han var gift med hustrurna Nebet och Chenut men det finns inga spår efter namnet på äldste sonen, och hans andra son Unasankh dog före sin far. Han hade flera döttrar; Hemetre (Hemi), Sesheshet Idut, Chentkaus, och Iput I som blev hustru till Unas efterträdare Teti.
Enligt Turinpapyrusen så regerade han i 30 år, medan Manetho anger 33 år. Fynden från hans regeringstid är få vilket talar emot ett så långt styre som 30 år. Han företog ett fälttåg till Retjenu-regionen, vilket troligen var i närheten av Syrien. 
Unas begravdes i sin pyramid direkt söderut från Djosers trappstegspyramid. Kamrarna i hans pyramid innehåller de första Pyramidtexterna som består av trollformler och besvärjelser och är de äldsta bevarade fornegyptiska religiösa texterna. Trots att pyramiden utvändigt var svårt nött av tidens gång var det inre välbevarat.

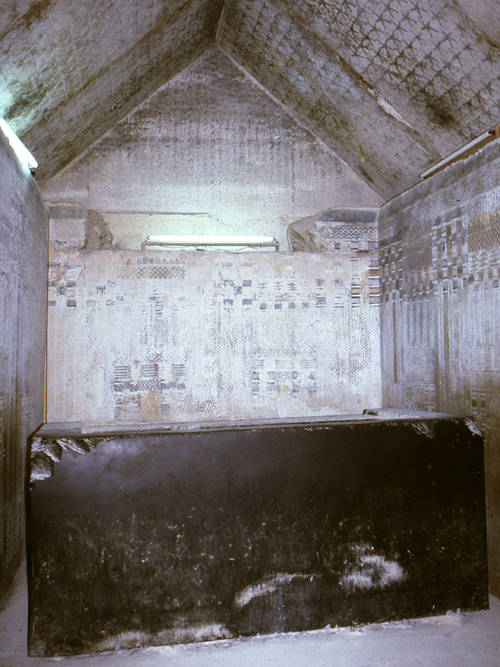
Pyramid of Unas
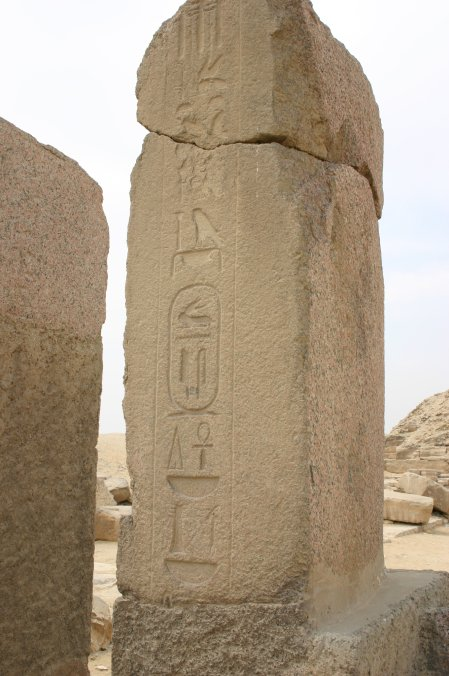
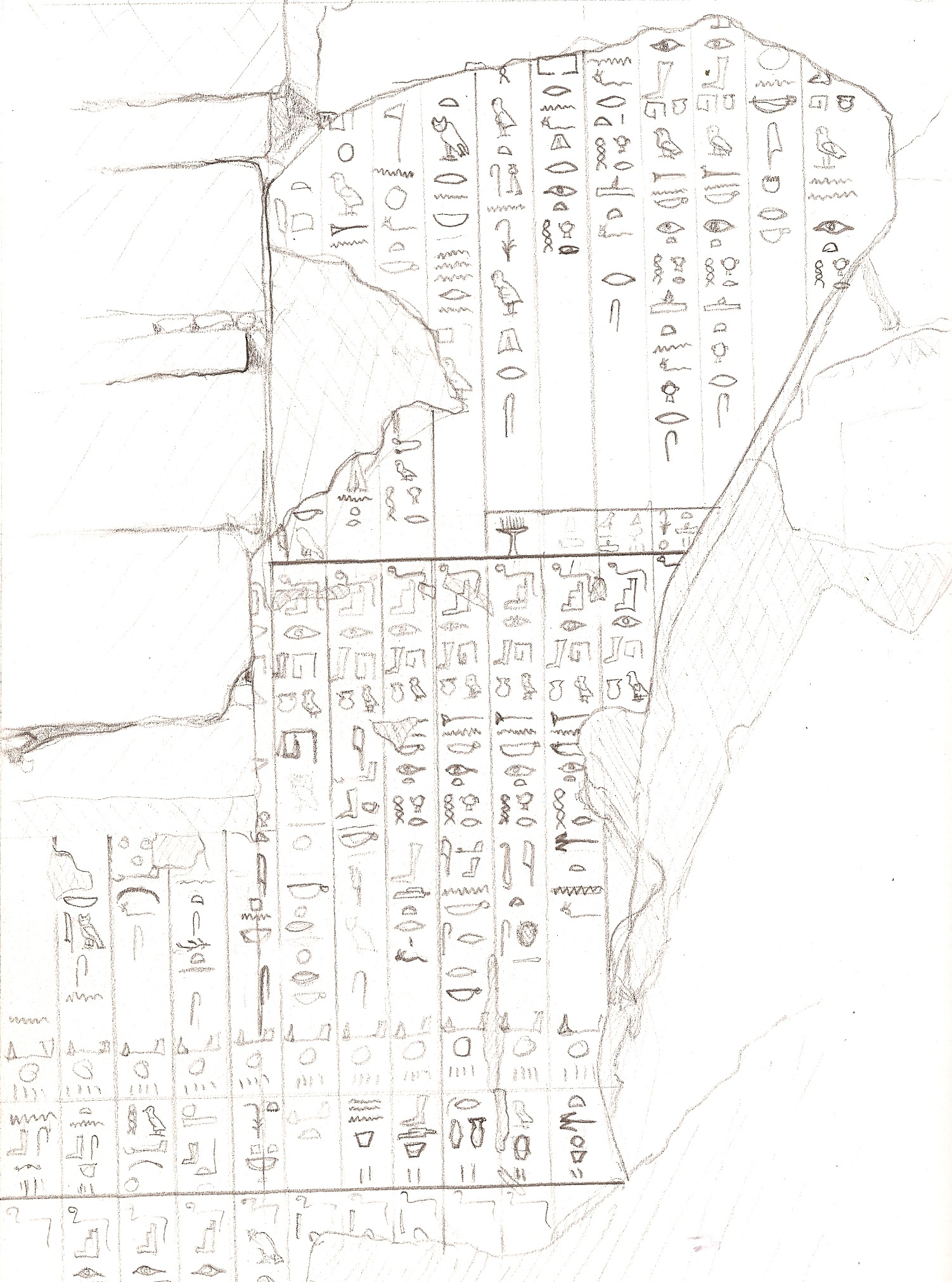